# Porsha
Porsha (en bengali : পোরশা) est une upazila du Bangladesh dans le district de Naogaon. En 1991, elle dénombrait 97 279 habitants.